# Campionato europeo maschile di pallacanestro 1935
Il 1º Campionato Europeo Maschile di Pallacanestro, il cui nome ufficiale è FIBA EuroBasket 1935, si è disputato a Ginevra, in Svizzera, tra il 2 e il 7 maggio 1935.
Si tratta del primo torneo ufficiale tra nazionali disputatosi in Europa e fu istituito come banco di prova per l'imminente torneo olimpico, disputatosi a Berlino nell'ambito dei Giochi olimpici 1936.

## Sede delle partite
| Città   | Impianto         | Capienza |
| ------- | ---------------- | -------- |
| Ginevra | Le Bout-du-Monde | -        |

## Partecipanti

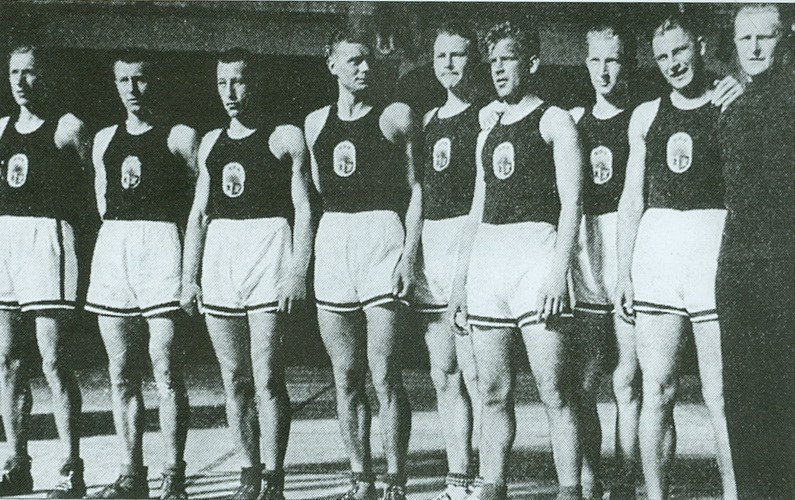
La Lettonia campione d'europa 1935

- Belgio
- Bulgaria
- Cecoslovacchia
- Francia
- Italia

- Lettonia
- Romania
- Spagna
- Svizzera
- Ungheria

## Formula
Le dieci squadre qualificate si affrontarono in turno eliminatorio, che prevedeva cinque incontri a partita unica. Due delle squadre vincenti si sarebbero poi affrontate in uno spareggio per determinare la quarta ed ultima semi-finalista.
Dopo il turno eliminatorio, le quattro semifinaliste si sarebbero affrontate per il titolo. Le sei squadre eliminate al primo turno, invece, si sarebbero affrontate in un torneo di consolazione, in base al quale si sarebbero stabilite le finali per i piazzamenti dal quinto al decimo posto: le perdenti del primo turno avrebbero giocato la finale per il 9º posto; le perdenti del secondo turno quella per il 7º posto; le vincenti del secondo turno quella per il 5º posto.

## Risultati

### Turno di qualificazione
| Madrid   | Spagna | 33 – 12 | Portogallo | \| Arbitro: \| Manent \| |
| Arbitro: | Manent |         |            |                          |

Si qualifica alla fase finale la Spagna.

### Turno eliminatorio
| Ginevra 2 maggio 1935 | Spagna | 25 – 17 referto | Belgio |  |

| Ginevra 2 maggio 1935 | Lettonia | 46 – 12 referto | Ungheria |  |

| Ginevra 2 maggio 1935 | Italia | 42 – 23 referto | Bulgaria |  |

| Ginevra 2 maggio 1935 | Svizzera | 42 – 9 referto | Romania |  |

| Ginevra 2 maggio 1935 | Cecoslovacchia | 23 – 21 referto | Francia |  |

Passano il turno Spagna Lettonia e Cecoslovacchia. Accedono allo spareggio Italia e Svizzera.

### Spareggio
| Ginevra 2 maggio 1935 | Svizzera | 27 – 17 referto | Italia |  |

Passa il turno la Svizzera.

### Torneo di consolazione

#### 1º turno
| Ginevra 3 maggio 1935 | Bulgaria | 22 – 19 referto | Ungheria |  |

| Ginevra 3 maggio 1935 | Francia | 66 – 23 referto | Romania |  |

Passano il turno Bulgaria e Francia.

#### 2º turno
| Ginevra 4 maggio 1935 | Francia | 29 – 27 referto | Italia |  |

| Ginevra 4 maggio 1935 | Belgio | 29 – 11 referto | Bulgaria |  |

Si qualificano per la finale per il 5º posto Francia e Belgio.

### Semifinali
| Ginevra 6 maggio 1935 | Lettonia | 28 – 19 referto | Svizzera |  |

| Ginevra 6 maggio 1935 | Spagna | 21 – 17 referto | Cecoslovacchia |  |

### Finali
- 9º posto

| Ginevra 5 maggio 1935 | Ungheria | 24 – 17 referto | Romania |  |

- 7º posto

| Ginevra 5 maggio 1935 | Italia | 35 – 22 referto | Bulgaria |  |

- 5º posto

| Ginevra 5 maggio 1935 | Francia | 49 – 30 referto | Belgio |  |

- 3º posto

| Ginevra 7 maggio 1935 | Cecoslovacchia | 25 – 23 referto | Svizzera |  |

- 1º posto

| Ginevra 7 maggio 1935 | Lettonia | 24 – 18 referto | Spagna |  |

## Classifica
| Campione d'Europa | Campione d'Europa | Campione d'Europa |
| --- | ----------------- | --- |
| LettoniaAndersons, Anufrijevs, Grundmanis, Gubiņš, Jurciņš, Krisons, Lidmanis, Raudziņš, Melderis, Rūja, All. Valdemārs Baumanis |                   | |
| Argento | Spagna            | Spagna2 Carbonell, 3 P. Alonso, 4 E. Alonso, 5 Ortega, 6 Ruano, 7 Martín, 8 Maunier, 9 Muscat, 10 Martínez, All. Mariano Manent               |
| Bronzo | Cecoslovacchia    | CecoslovacchiaKlíma, Picek, Moc, Franc, Voves, Čtyřoký, Feřtek, All. Čestmír Škarda                                                           |
| 4. | Svizzera          | SvizzeraKarlen, Lambercy, Vuilleumier, Pollet, Paré, Mottier, Rädle, Sidler, All. -                                                           |
| 5. | Francia           | FranciaBoël, Cohu, Étienne, Gouga, Hell, Hemmerlin, Rudler, Flouret, All. Marius Orial                                                        |
| 6. | Belgio            | BelgioDemanck, Laermans, Van Basselaere, Vereecken, Brouwer, De Houwer, Levaux, All. -                                                        |
| 7. | Italia            | ItaliaBasso, Caracoi, Franceschini, Giassetti, Marinelli, Paganella, Premiani, Varisco, All. Attilio De Filippi                               |
| 8. | Bulgaria          | BulgariaKonstantinov, Pinkas, Etropolski, Rogačev, Cankov, Manolov, Danailov, Krapčanski, Cicelkov, Kevorkjan, Haimov, All. Krum Konstantinov |
| 9. | Ungheria          | Ungheria4 Csányi, 5 Kolozs, 6 Kozma, 7 Lehel, 8 Lelkes, 9 Nagy, 10 Rózsa, 11 Szamosi, 12 Szunyogh, 13 Velkei, All. István Király              |
| 10. | Romania           | RomaniaGrünstein, Grozăvescu, Alexandrescu, E. Dumitrescu, Riegler, Bercus, O. Belitoreanu, Bălteanu, All. C.O. Lecca                         |